# برداشتن آلت مردی
برداشتن آلت مردی (انگلیسی: Penis removal) قطع این عضو به علت‌های پزشکی یا غیرپزشکی را گویند. در تمدن‌های باستانی، برداشتن آلت مردی، گاهی برای نشان دادن قدرت و برتری بر دشمن، استفاده می‌شده‌است. گاهی در ارتش‌ها، از برداشتن بریدن آلت مردی برای شمارش تعداد کشته‌ها استفاده می‌کردند. عمل اخته‌کردن (برداشتن بیضه‌ها) نیز گاهی شامل برداشتن کل آلت مردانه می‌شده‌است که با قرار دادن لوله‌ای در میزراه برای باز نگه داشتن مجرای ادرار، انجام می‌شده. اخته کردن همین‌طور برای ایجاد طبقه‌ای از برده‌ها که خواجه خوانده می‌شدند، در نقاط و فرهنگ‌های مختلف دنیا، انجام می‌شده‌است.
در دوره مدرن، این عمل بسیار نادر است. درحالی که برداشتن بیضه‌ها در مواردی مانند سرطان پروستات آندروژن حساس، به عنوان آخرین روش درمانی، پیش می‌آید.